# Grand Theft Auto Advance
A Grand Theft Auto: Advance (GTA Advance vagy csak GTA A) egy felülnézetes videójáték a Grand Theft Auto-sorozatból, amelyet Game Boy Advance-ra készítettek.

## Helyszín
A GTA III-hoz hasonlóan ez a rész is Liberty City-ben játszódik, ám attól különbözik. A legfeltűnőbb, hogy a bandák más területeket birtokolnak, mint a GTA III-ban,  például a jakuzák a piroslámpás negyedben is tevékenykednek, a yardie-k törzshelye pedig Saint Mark's. A játék 2000-ben játszódik, vagyis a GTA III eseményei előtt egy évvel.

## Ismertető
|  | Alább a cselekmény részletei következnek! |

A játék során kapunk küldetéseket Vinnie-től, 8-Ball is visszatér és ellát pár küldetéssel. Új szereplő még Jonnie, akinek ha végeztünk a küldetéseivel, megnyílik előttünk Staunton Island és nyomozni fogunk Jonnie halálában. Itt az első megbízó King lesz a GTA III-ból, utána Cisco, végül Asuka is ad munkát. Shoreside Vale-en meg kell ölni Ciscót, majd utána Vinnie-t, akiről azt hittük, hogy halott. Aztán kiderül, hogy az egész őrültség mögött a yardie-k voltak ezért pár tagon rajtaütünk és végül Kinggel beszélünk az ügyben. Az épületet körbeveszik a rendőrök és el kell menekülni Liberty City-ből. Beszállunk a Rhino tankba, elmegyünk a repülőtérre 6 csillagos körözéssel és láthatjuk, hogy Mike elrepül a géppel.

## Külső hivatkozások
- Hivatalos oldal